# Тассилон I
Тассилон I (нем. Tassilo I.; около 560—610) — герцог Баварии (591/593—610).

## Биография
Тассилон происходил из рода Агилольфингов. Он был сыном Гарибальда I, первого известного по имени герцога Баварии, и Вальдрады, дочери короля лангобардов Вахо. Его братьями были герцог Баварии Гримоальд I и герцог Асти (с 589 года) Гундоальд, а сестрой — лангобардская королева Теоделинда.
Согласно Павлу Диакону, Тассилон I получил титул «rex» от короля Австразии Хильдеберта II после окончания войны франков с баварами. Война началась во время предшественника Тассилона I герцога Гарибальда I, когда тот заключил брачный союз с лангобардами. Хотя точно неизвестно, умер Гарибальд I или был свергнут, существует версия, что Хильдеберт II низложил Гарибальда I и его сына Гримоальда I, а Тассилона I поставил на их место. Также не ясно, какое отношение к Гарибальду имел Тассилон I, но даже в том случае, если он не являлся сыном Гарибальда, между ними, вероятно, были довольно тесные родственные связи. Тот факт, что Хильдеберт II дал титул короля Тассилону I, говорит о существенном влиянии франков на положение дел в Баварии.
Павел Диакон также сообщает, что в 595 году Тассилон двинулся в земли славян (вероятно, в недавно завоёванные Восточный Тироль и Каринтию), откуда вернулся с победой и большой добычей. Радость от этой победы оказалась недолгой. По свидетельству Павла Диакона, 2000 баваров при новой попытке вторгнуться в земли славян были уничтожены их союзниками аварами под предводительством кагана.
Тассилон I умер в 610 году, и ему наследовал его сын Гарибальд II.